# Zeus faber
Saint-pierre, Dorée, Zée, Poule de mer
Pour les articles homonymes, voir Saint-pierre.
Espèce
Zeus faber est une espèce de poissons marins de la famille des Zeidae. Il est communément appelé Saint-pierre (même si ce terme désigne aussi, mais de façon moins courante, deux autres espèces de poissons) ou encore Poule de mer, Dorée ou Zée.
Zeus faber se nourrit de poissons vivant en groupes (sardines, petits harengs) et de céphalopodes.

## Dénominations

### Nom scientifique
Le nom de genre Zeus vient du latin zaeus, lui-même du grec ζαίος (zaiós) « saint-pierre », qui serait selon Sven O. Kullander sans relation avec le nom du roi des dieux dans la mythologie grecque. Cependant, selon d'autres auteurs, le nom de genre Zeus ferait référence à ce dieu. Le nom d'espèce faber, qui signifie « ouvrier » ou « artisan » en latin, peut faire référence aux longues nageoires dorsales du poisson qui évoqueraient des outils.

### Nom vernaculaire
Selon un texte biblique, saint Pierre, apôtre de Jésus attrape un jour le poisson sur l'ordre du Christ pour retirer de sa bouche une pièce d'argent (miracle de la pièce dans la bouche d'un poisson). Bien que la mer de Galilée ne soit pas l'habitat naturel de Zeus faber (contrairement au poisson de Saint-Pierre associé au miracle de la pêche miraculeuse), une légende voudrait que la tache noire sur chacun de ses flancs soit l'empreinte des doigts de l'apôtre. Équipé de piques, le poisson aurait blessé le doigt de Pierre qui l'aurait rejeté dans l'eau.
Le saint-pierre, lorsqu'il désigne le poisson, s'écrit sans majuscule à Pierre.

## Caractéristiques

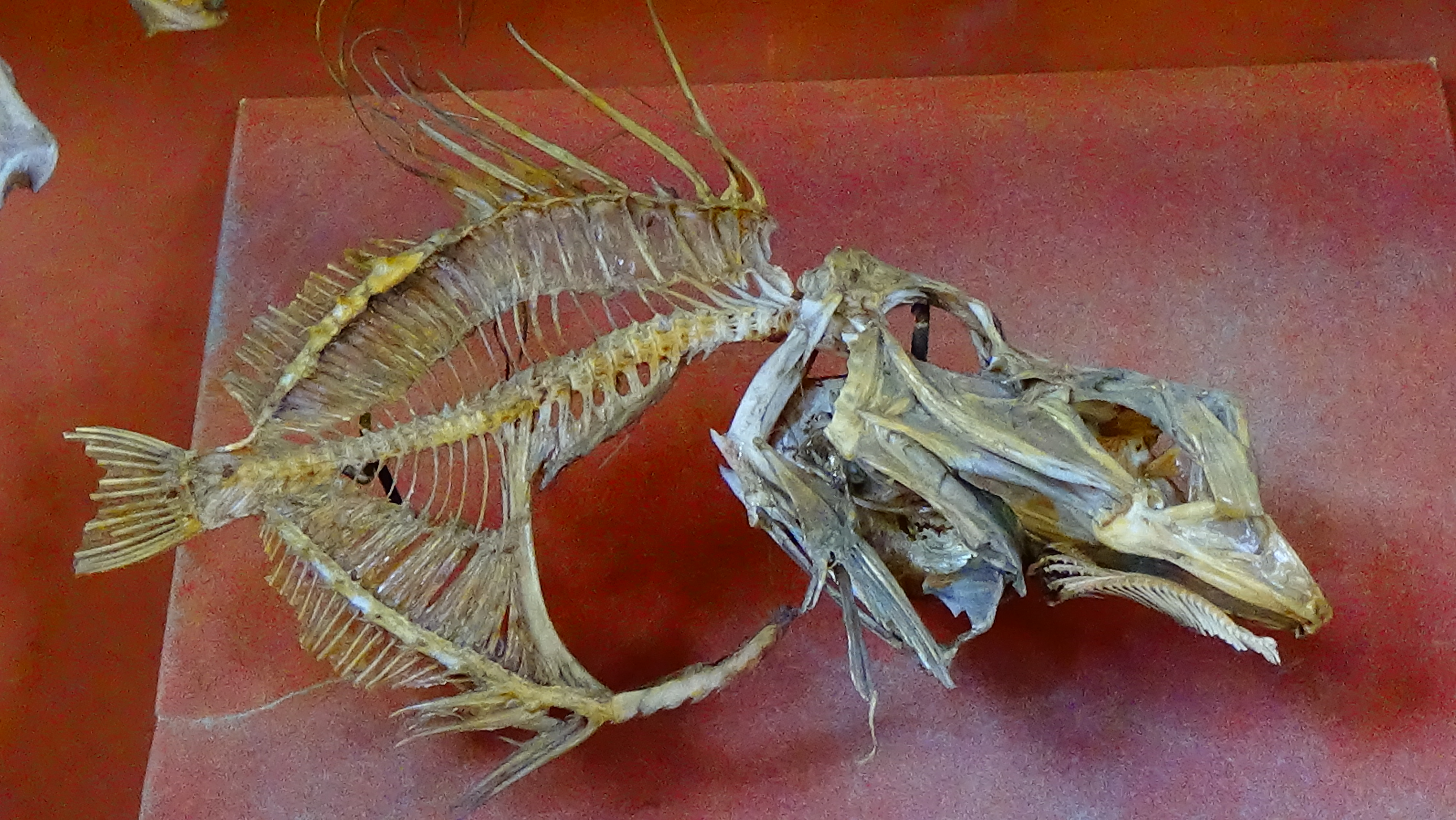
Squelette de Zeus faber, Muséum national d'histoire naturelle, Paris.

Zeus faber présente un corps haut, comprimé et marqué d'une tache circulaire sombre sur les flancs. Il peut mesurer jusqu'à 70 cm et peser jusqu'à 20 kg[réf. nécessaire]. La première nageoire dorsale est constituée de rayons épineux allongés. Des bosses épineuses sont présentes à la base des nageoires dorsales et anales.
Sa couleur va du gris-vert au jaune-doré. Il porte souvent des marbrures longitudinales.

## Comportement

### Alimentation
C’est un poisson qui chasse à l’affût et se nourrit de petits poissons, seiches et de crustacés. Il se déplace plutôt lentement en ondulant ses grandes nageoires dorsales et caudales. En hiver, il pénètre en mer du Nord à la recherche de nourriture.
Zeus faber s'approche de sa proie en nageant lentement sur le côté. Dans cette posture, sa morphologie est telle que la proie le voit vertical mais beaucoup plus petit qu'il n'est. Quand il est suffisamment proche, il se jette sur sa victime qu'il a ainsi trompée.

### Reproduction
Il fraye généralement de juin à août dans le golfe de Gascogne, en mer Celtique, mer d’Irlande et au printemps en Méditerranée. La fécondation a lieu de mai à août selon le climat. Les œufs contiennent une goutte d'huile qui les fait flotter. Après l'éclosion, les larves vivent librement dans l'eau,.

## Habitat et répartition
C'est un poisson de haute mer qui vit principalement dans l'océan Atlantique, de la Norvège à l'Afrique du Sud, en mer Méditerranée et en mer Noire. On le trouve également dans le Pacifique ouest (Japon, Corée, Australie, Nouvelle-Zélande) et dans l'Océan Indien (Mozambique, Madagascar).
Il vit sur les fonds rocheux, sableux et les herbiers entre 30 et 400 m de profondeur, bien qu'il puisse occasionnellement se rencontrer plus proche de la surface.

## Zeus faberet l'humain

### Pêche

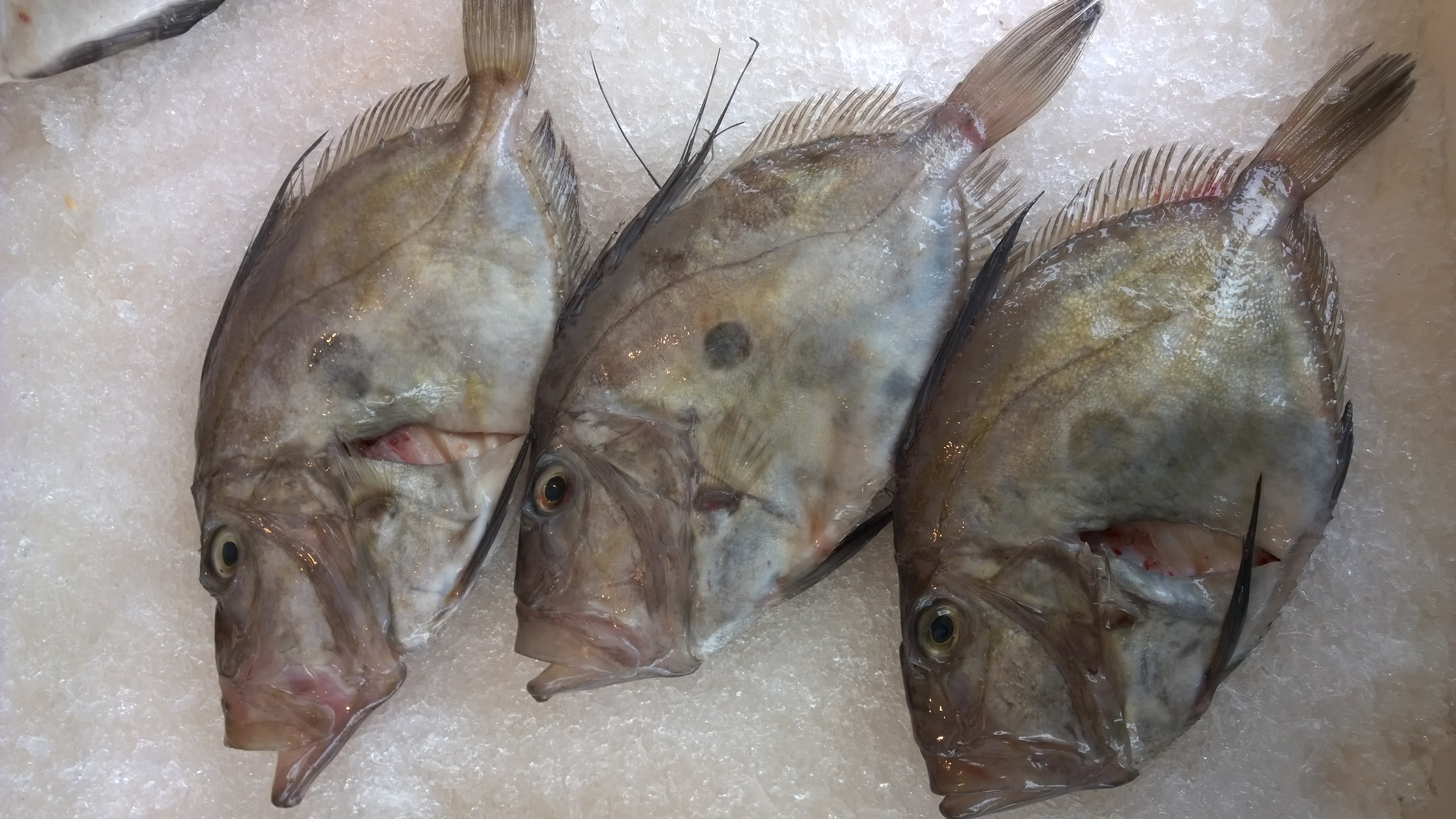
Saint-pierres dans une poissonnerie.

Ce poisson est présent en trop faibles quantités sur les côtes pour le rechercher spécifiquement. Il mord sur des appâts carnés et sur les encornets. Il est souvent pris dans les chaluts.

#### Tailles minimum de capture
La maille du saint-pierre, c'est-à-dire la taille légale de capture pour les pêcheurs amateurs et professionnels n'est pas fixée pour la Méditerranée, l'Atlantique, la Manche ou la mer du Nord. Les tailles minimum légales sont fixées en France par l'arrêté du 16 juillet 2009 déterminant la taille minimale ou le poids minimal de capture et de débarquement des poissons et autres organismes marins ainsi que par de nombreux textes de référence édictés par la Communauté européenne.
La maille biologique, c'est-à-dire la taille à laquelle 100 % des saint-pierres se sont reproduits, est de 37 cm.

### Gastronomie
Le saint-pierre est l'un des poissons entrant dans la composition de la bouillabaisse traditionnelle de Marseille.

### Philatélie
- Timbre du Burundi de 1974 valeur faciale 6 F, Y&T 606[réf. nécessaire]

## Systématique
Le nom valide complet (avec auteur) de ce taxon est Zeus faber Linnaeus, 1758.
Zeus faber a pour synonymes :
- Zeus faber mauritanicus Desbrosses, 1937
- Zeus australis Richardson, 1845
- Zeus japonicus Valenciennes, 1835
- Zeus pungio Cuvier, 1829
- Zeuss japonicus Valenciennes, 1835